# Manuel Pereira Senabre
Manuel Pereira  Senabre (Madrid, 18 de junio de 1961) es un deportista español que compitió en esgrima, especialista en la modalidad de espada. Es el padre del también esgrimidor Yulen Pereira.
Ganó una medalla de oro en el Campeonato Mundial de Esgrima de 1989, en la prueba individual. Participó en dos Juegos Olímpicos de Verano, ocupando el decimotercer lugar en Seúl 1988 y el sexto en Barcelona 1992, en la prueba por equipos.

## Palmarés internacional
| Campeonato Mundial | Campeonato Mundial      | Campeonato Mundial | Campeonato Mundial |
| Año                | Lugar                   | Medalla            | Prueba             |
| ------------------ | ----------------------- | ------------------ | ------------------ |
| 1989               | Denver (Estados Unidos) | Medalla de oro     | Espada individual  |